# Kemble (famiglia)
La famiglia Kemble era una famosa famiglia di attori teatrali britannici attivi tra il XVIII e il XIX secolo.

## Storia
Fondata da Roger Kemble (1721-1802), fra i più prestigiosi attori ci furono Sarah Siddons (1755-1831) e suo fratello John Philip Kemble (1757-1823), entrambi figli di Roger. Altri furono Stephen Kemble (1758-1822), Charles Kemble (1775-1854), e Elizabeth Whitlock (1761-1836).
La loro tradizione fu continuata dai figli di Charles: Fanny Kemble (1809–1893) e Adelaide Kemble (1815-1879), e da uno dei suoi nipoti, Henry Kemble (1848-1907).